# Algenlaag (vegetatiekunde)
Een algenlaag of alglaag is in de vegetatiekunde de laagste vegetatielaag die soms binnen de vegetatiestructuur van een vegetatietype wordt onderscheiden. De laag is vernoemd naar de algen, de meest voorkomende vegetatievormende organismen in deze laag.
De term dient niet verward te worden met de term 'algenlaag' uit de lichenologie, waarmee men een uit algen bestaand deel van een korstmos bedoeld.

## Fotogalerij

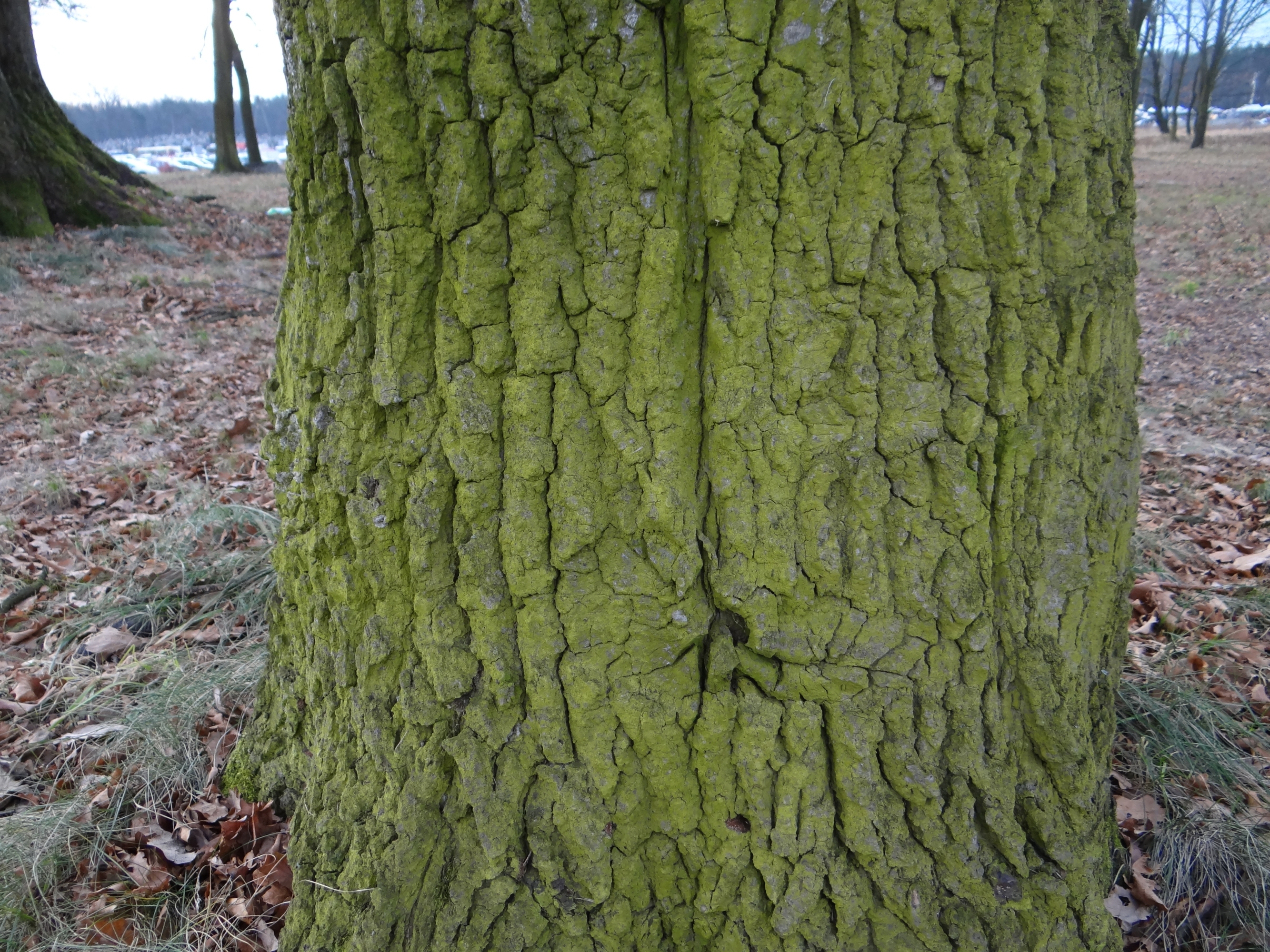
Boomvoet met epifytische vegetatie van enkel een algenlaag gedomineerd door Pleurococcus.
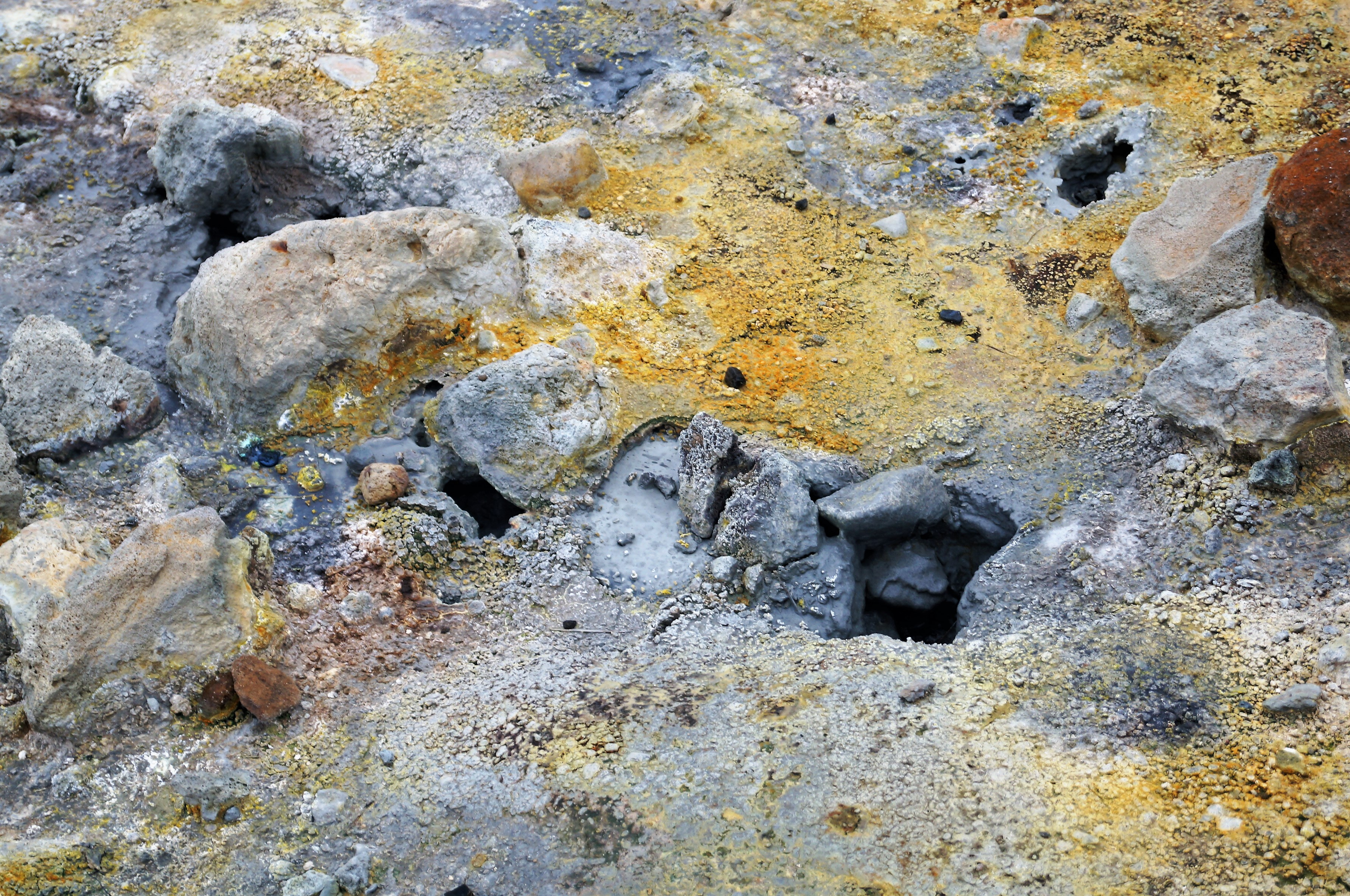
Gheothermofiele vegetatie met uitsluitend een algenlaag.
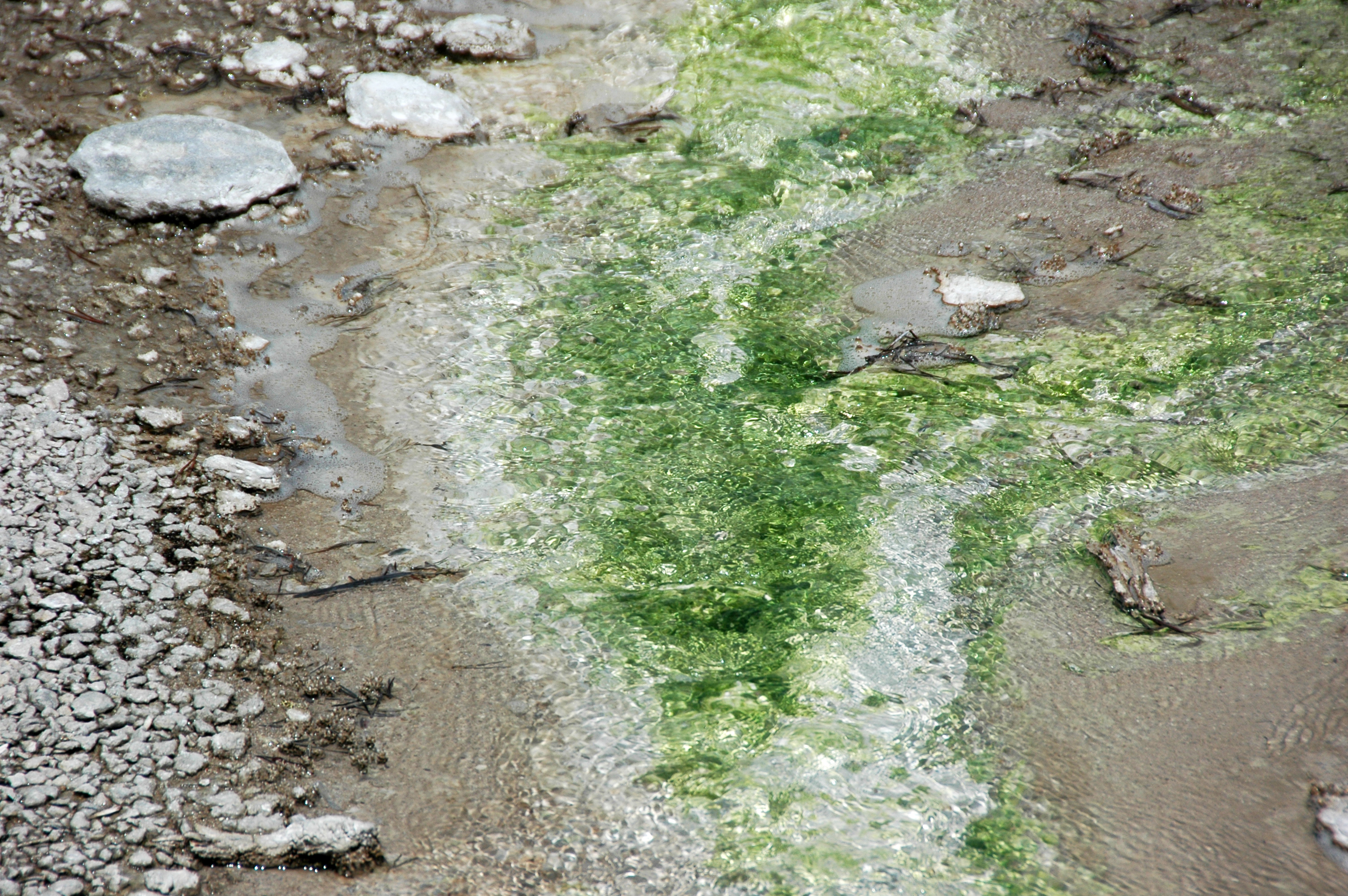
Pioniervegetatie met louter een algenlaag van Cyanidium caldarium in een beek.
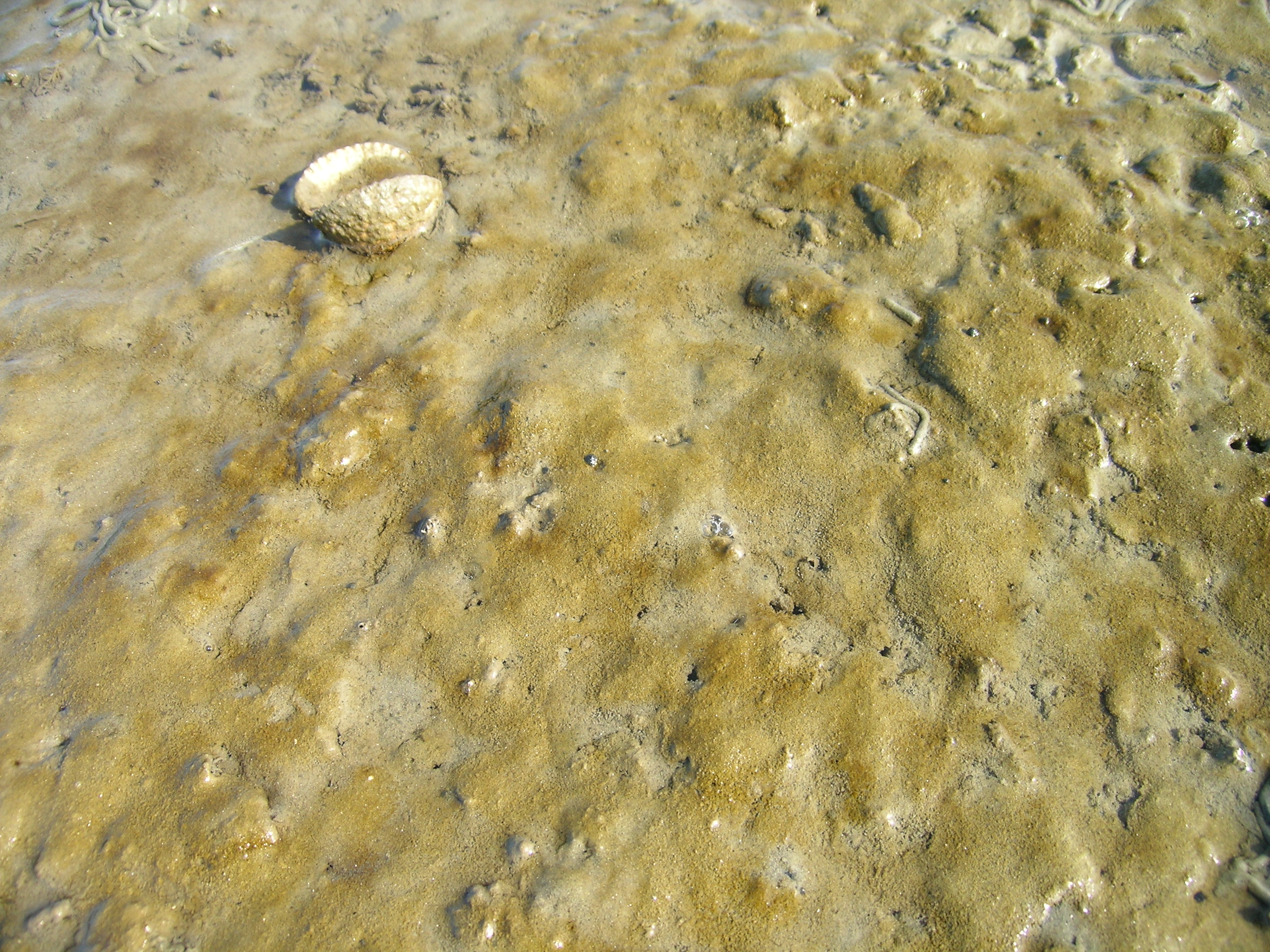
Een diatomeeënmat van kiezelwieren
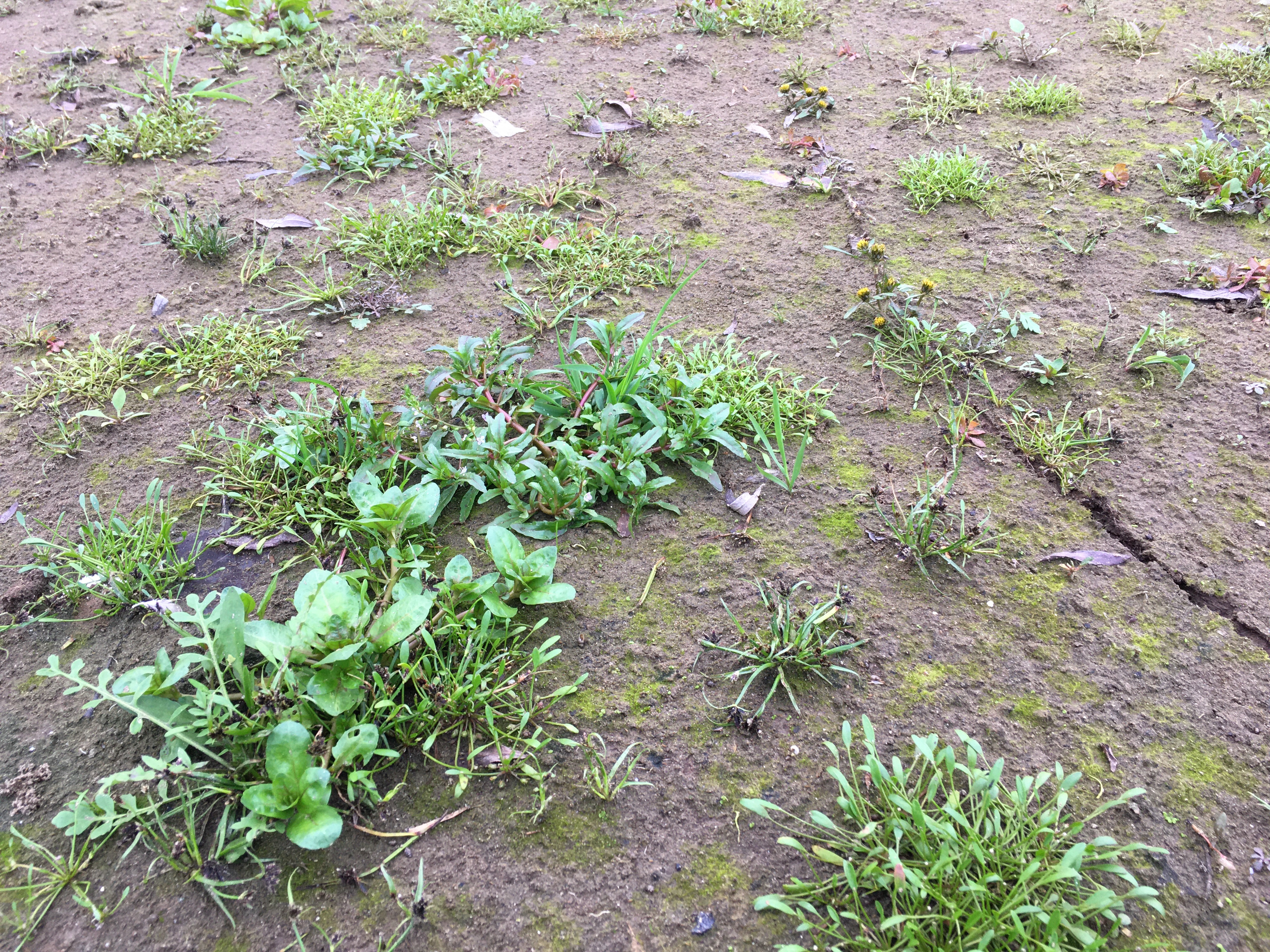
Algenlaag in de slijkgroen-associatie